# 贡巴萨寺
贡巴萨寺，藏语称“色拉贡巴萨日追”（藏語：སེ་ར་དགོན་པ་གསར་རི་གྲོད་，威利转写：se ra dgon pa gsar ri khrod），位于西藏自治区拉萨市城关区，是一座藏传佛教格鲁派寺院。

## 简介
贡巴萨寺位于拉萨城西北的山坳间，拉鲁湿地的西北角。七世班禅丹贝尼玛时期，该寺始建于此。当时，七世班禅身边有位侍者因年岁较大，便从扎什伦布寺来到拉萨，住在拉萨西郊山坡上的一个小茅棚内，平日依止驻锡拉萨河南岸的策觉林寺的活佛嘎钦雍增益西坚赞学经（后者在扎什伦布寺考取嘎钦学位后，便来到拉萨的策觉林寺。“嘎钦”是扎什伦布寺的格西学位）。因当时拉萨河上无桥梁，往来靠牛皮船摆渡，雍增仁波切便派他的弟子嘎钦益西年扎继续给侍者讲经，益西年扎当时正好在附近的山洞静修。 此后，这位侍者作为施主，为其老师益西年扎建造了贡巴萨寺。
该寺初建时，仅两层，下层为经堂，益西年扎及弟子住在上层。后来，嘎钦益西年扎便成为贡巴萨寺第一世活佛。第二世转世活佛名叫班丹群佩，因该寺隶属扎什伦布寺，故班丹群佩在扎什伦布寺学经，获得嘎钦学位后被扎什伦布寺派到外蒙古，担任哲布尊丹巴（杰尊丹巴）活佛的经师。第二世贡巴萨活佛后半生一直在外蒙古，他在当地兴建了一座规模很大的寺庙，仅围墙便有三层，藏蒙式结合的建筑风格，该寺后来成为贡巴萨的主寺。因中华民国时期外蒙古动荡，两边的联系就此中断。拉萨的贡巴萨寺也分为上下两部分，下贡巴萨寺隶属哲蚌寺，上贡巴萨寺隶属色拉寺。第三世活佛叫洛桑丹增。第四世贡巴萨活佛土登吉扎在2008年圆寂。
21世纪初，位于坡地上的下贡巴萨寺大部分已经破损，个别完整的房子已变成世俗民居。寺庙整体规模仍在。一股清泉水从山坳向下流。沿着石板路向上走不远，道路两边便可见许多雕刻精美的祖师像及佛像。大部分佛像完整。转过一道小山岗之后，便可见上贡巴萨寺遗址。据说，当年曾有四、五百名僧人在上、下贡巴萨之间来往。通过残破的古塔往上看，山脊上的经幡间有一些白色的小茅棚，是僧人简陋的关房。